# Brutal Awakenings
Brutal Awakenings är ett studioalbum med Planet Waves från 1994. Bandet bestod bland annat av den svenske popsångaren Andreas Johnson och producenten Andreas Dahlbäck.

## Låtlista
1. Superficial
2. Sunshine
3. This Ain't My Crowd
4. Brutal Awakening
5. Lost Religion
6. From Here to Anywhere
7. If I Build You a Temple
8. Soul Sister
9. Ain't That a Shame
10. Damn My Soul
11. Just Stay Dead